# Pollyana Gama
Pollyana Fátima Gama Santos (Taubaté, 13 de maio de 1975) é uma professora, escritora e política brasileira filiada ao Cidadania.

## Biografia
Formada pela Universidade de Taubaté (Unitau) em pedagogia, com habilitação em Administração Escolar. Graduou-se em Gerentes de Cidades pela Fundação Armando Alvares Penteado (FAAP). Mestre em Desenvolvimento Humano pela Unitau.
Eleita vereadora em Taubaté nas eleições de 2004, foi reeleita em 2008 e 2012. Em 2016, disputou a eleição para a chefia do executivo taubateano, terminou na segunda colocação com 36.006 votos.
Em 2014 foi candidata a uma vaga na Câmara Federal pela coligação PSDB, DEM e PPS. Terminou a disputa com mais de 35 mil votos, alcançando a quinta suplência de sua coligação. Em novembro de 2016, foi convocada a assumir uma vaga em Brasília, após a nomeação do deputado Roberto Freire (PPS) para a chefia do Ministério da Cultura, pelo presidente Michel Temer, combinado com outros pedidos de licença de colegas eleitos na coligação.
Disputou a reeleição em 2018, mas não obteve exito. Em 2019 foi anunciada como secretária de Educação de Ubatuba.